# Gubernija
Gubernija (rus. губерния) je administrativno-teritorijalna jedinica u Carskoj Rusiji. Na čelu gubernija nalazili su se gubernatori.
Gubernije postoje od 18. prosinca 1708., kada je Petar Veliki podijelio Rusiju na osam gubernija. Od 1719. gubernije su podijeljene na provincije. Kasnije je broj gubernija povećan na 23.
Do reforme 1775. godine, podjela na gubernije i na niže administrativne jedinice ujezde, temeljila se prema broju stanovnika, a pojam "gubernija" zamijenjen je sinonimom ruskog podrijetla: "namjestničestvo" (rus. наместничество). Pojam gubernija, međutim je i dalje ostao u upotrebi. 
Ukazom ruskog Senata 31. prosinca 1796., Rusija je ponovno bila podijeljena na gubernije, koje se dijele na ujezde. Godine 1917., ukinuta je podjela na gubernije.
U Sovjetskom Savezu podjela po pojedinim teritorijalnim jedinicama bila je predmet brojnih promjena, osobito tijekom razdoblja 1918. do 1929. Na kraju 1929., usvojena je podjela na oblasti, okruge i rajone.
U post-sovjetskim republikama poput Rusije i Ukrajine, pojam gubernija je zastario, ali riječ gubernator je ponovno u upotrebi i označava glavnog dužnosnika u oblasti.